# Машинобудування України
Машинобудування України або машинобудівна промисловість України (англ. Machine industry) — найважливіше комплексне виробництво обробної промисловості України, яка включає проєктування, виробництво й експлуатацію машин та інструментів.

## Загальна характеристика
| Виробництва                                                      | Частка, % |
| Сільськогосподарське машинобудування                             | 18.4      |
| Автомобільна промисловість                                       | 14.7      |
| Електротехнічна промисловість                                    | 13.7      |
| Важке і транспортне машинобудування                              | 12.3      |
| Приладобудування, виробництво засобів автоматизації та керування | 8.2       |
| Верстатобудівна та інструментальна промисловість                 | 8         |
| Будівельно-шляхове та комунальне машинобудування                 | 6.7       |
| Хімічне та нафтове машинобудування                               | 6.9       |
| Машинобудування для легкої та харчової промисловості             | 5.5       |
| Машинобудування для тваринництва та кормовиробництва             | 4.2       |
| Енергетичне машинобудування                                      | 1.4       |

Виробництва загального машинобудування України станом на 01.01.2008 р. нараховують більше 1000 підприємств різних форм власності та призначення.
Структура виробництв машинобудування дуже різноманітна. Важливі та найбільш розвинуті такі його ланки, як важке, транспортне, сільськогосподарське машинобудування, верстатобудування, приладобудування, радіотехнічне та електротехнічне виробництво, обладнання для інших галузей промисловості, особливо хімічної та харчової.
Вартість основних засобів машинобудування України за 2001—2007 рр. збільшилась на 39 088 млн ₴ та у 2007 р. становила 89 678 млн ₴, це майже 14 % вартості основних засобів промислового комплексу. Хоча вартість введених у дію основних засобів у 2007 р. була в 6 разів більша від вартості ліквідованих основних засобів, але ступінь зносу основних засобів все одно був найбільшим за 6 останніх років і становив 68,9 %.
Інноваційна активність у виробництві недостатня. Лише близько 14 % підприємств здійснюють інноваційну діяльність, хоча працює значна кількість наукових і конструкторських організацій. У 2005 р. впроваджено лише 1273 нових технологічних процеси, в 2006 р. та 2007 р. цей показник скоротився майже вдвічі і становив відповідно 798 та 755 нових технологічних процесів. З цих нових технологічних процесів лише половина є ресурсозбережні та безвідходні. Однією з основних причин низької інноваційної активності є незначні обсяги фінансування. Обсяг фінансування інноваційної діяльності промисловості з кожним роком зростає, якщо у 2003 р. цей показник дорівнював 3059,8 млн ₴, то у 2007 р. він дорівнював 10 821 млн ₴. У машинобудуванні обсяг фінансування інноваційної діяльності в 2007 р. становив 2573,507 млн ₴, в тому числі лише за рахунок державного бюджету 78,137 млн ₴ (3 %).
Розподіл машинобудівних підприємств України за формами власності станом на 01.01.2009 р.: 59 % — суб'єкти колективної власності; 24 % — суб'єкти загальнодержавної власності; 12 % — суб'єкти комунальної власності; 5 % — суб'єкти приватної власності.

## Важке машинобудування
- | \| № п/п \| Назва \| Офіційна назва \| Розташування \| Створено \| Продукція \| Офіційний сайт \| \| ----- \| ---------------------------------------------------- \| ------------------------------------------------------------ \| ------------------------------------------ \| -------- \| ---------------------------------------------------------------------- \| ---------------------------------------------------------------------- \| \| \| Донецький завод гірничо-шахтного обладнання \| ВАТ «Донецькгірмаш» \| Донецьк, Донецька область \| 1889 \| гірничо-шахтне обладнання, машини для металургії та енергетики \| \| \| \| Зуївський енергомеханічний завод \| ЗАТ «Зуївський енергомеханічний завод» \| Зугрес, Донецька область \| \| крани, вагонотовкачі, гідропідйомники \| https://web.archive.org/web/20090412011952/http://www.zemz.com.ua/ \| \| \| Макіївський завод шахтної автоматики \| ВАТ «Макіївський завод шахтної автоматики» \| Макіївка, Донецька область \| 1962 \| шахтна керувальна апаратура \| http://mzsha.inf.ua/ [Архівовано 27 січня 2011 у Wayback Machine.] \| \| \| Ясинуватський машинобудівний завод \| ВАТ «Ясинуватський машинобудівний завод» \| Ясинувата, Донецька область \| 1947 \| прохідні комбайни, машини тунелепрохідні і дробильні, бурові установки \| http://www.jscymz.com/ [Архівовано 14 березня 2022 у Wayback Machine.] \| \| \| Новогорлівський машинобудівний завод \| ВАТ «Новогорлівський машинобудівний завод» \| Горлівка, Донецька область \| 1947 \| ковшові, бурові і сортувальні машини, земснаряди \| http://www.ngmzbur.com/ [Архівовано 4 вересня 2010 у Wayback Machine.] \| \| \| Брянківський завод бурового обладнання \| ВАТ «Брянківський завод бурового обладнання» \| Брянка, Луганська область \| 1940 \| бурове обладнання, глиномішалки, насоси \| \| \| \| Стахановський машинобудівний завод \| ЗАТ «Стахановський машинобудівний завод» \| Стаханов, Луганська область \| 1934 \| крани, талі, лебідки \| \| \| \| Луганський завод гірничого машинобудування \| ВАТ «Луганський завод гірничого машинобудування» \| Ювілейне, Луганська область \| 1974 \| канатні дроги, лебідки \| http://gormash.com.ua/ [Архівовано 2 лютого 2011 у Wayback Machine.] \| \| \| Луганський електромашинобудівний завод \| ТОВ «Луганський електромашинобудівний завод» \| Луганськ, Луганська область \| 1964 \| гірниче, нафтогазове та металургійне обладнання \| http://gormash.com.ua/ [Архівовано 2 лютого 2011 у Wayback Machine.] \| \| \| Луганський машинобудівний завод імені О.Я.Пархоменка \| ТОВ «Луганський машинобудівний завод імені О. Я. Пархоменка» \| Луганськ, Луганська область \| 1878 \| конвеєри, сортувальні та відсаджувальні машини \| http://www.lmzip.com/ [Архівовано 2 лютого 2011 у Wayback Machine.] \| \| \| Свердловський машинобудівний завод \| ВАТ «Свердловський машинобудівний завод» \| Довжанськ, Луганська область \| 1930 \| гірниче обладнання, бурові установки \| \| \| \| \| \| Покровськ, Донецька область \| \| \| \| \| \| \| \| Артемівськ, Донецька область \| \| \| \| \| \| \| \| Дружківка, Донецька область \| \| \| \| \| \| \| \| Краматорськ, Донецька область \| \| \| \| \| \| \| \| Харків, Харківська область \| \| \| \| \| \| \| \| Полтава, Полтавська область \| \| \| \| \| \| \| \| Конотоп, Сумська область \| \| \| \| \| \| \| \| Бровари, Київська область \| \| \| \| \| \| \| \| Олександрія, Кіровоградська область \| \| \| \| \| \| \| \| Дніпропетровськ, Дніпропетровська область \| \| \| \| \| \| \| \| Дніпродзержинськ, Дніпропетровська область \| \| \| \| \| \| \| \| Запоріжжя, Запорізька область \| \| \| \| \| \| \| \| Токмак, Запорізька область \| \| \| \| \| \| \| \| Нікополь, Дніпропетровська область \| \| \| \| \| \| \| \| Кривий Ріг, Дніпропетровська область \| \| \| \| \| \| \| \| Одеса, Одеська область \| \| \| \| \| \| \| \| Первомайськ, Миколаївська область \| \| \| \| \| \| \| \| Монастирище, Черкаська область \| \| \| \| \| \| \| \| Дрогобич, Львівська область \| \| \| \| \| \| \| \| Ужгород, Закарпатська область \| \| \| \| |                                                      |                                                              |                                            |          |                                                                        |                                                                        |
| № п/п | Назва                                                | Офіційна назва                                               | Розташування                               | Створено | Продукція                                                              | Офіційний сайт                                                         |
| | Донецький завод гірничо-шахтного обладнання          | ВАТ «Донецькгірмаш»                                          | Донецьк, Донецька область                  | 1889     | гірничо-шахтне обладнання, машини для металургії та енергетики         |                                                                        |
| | Зуївський енергомеханічний завод                     | ЗАТ «Зуївський енергомеханічний завод»                       | Зугрес, Донецька область                   |          | крани, вагонотовкачі, гідропідйомники                                  | https://web.archive.org/web/20090412011952/http://www.zemz.com.ua/     |
| | Макіївський завод шахтної автоматики                 | ВАТ «Макіївський завод шахтної автоматики»                   | Макіївка, Донецька область                 | 1962     | шахтна керувальна апаратура                                            | http://mzsha.inf.ua/ [Архівовано 27 січня 2011 у Wayback Machine.]     |
| | Ясинуватський машинобудівний завод                   | ВАТ «Ясинуватський машинобудівний завод»                     | Ясинувата, Донецька область                | 1947     | прохідні комбайни, машини тунелепрохідні і дробильні, бурові установки | http://www.jscymz.com/ [Архівовано 14 березня 2022 у Wayback Machine.] |
| | Новогорлівський машинобудівний завод                 | ВАТ «Новогорлівський машинобудівний завод»                   | Горлівка, Донецька область                 | 1947     | ковшові, бурові і сортувальні машини, земснаряди                       | http://www.ngmzbur.com/ [Архівовано 4 вересня 2010 у Wayback Machine.] |
| | Брянківський завод бурового обладнання               | ВАТ «Брянківський завод бурового обладнання»                 | Брянка, Луганська область                  | 1940     | бурове обладнання, глиномішалки, насоси                                |                                                                        |
| | Стахановський машинобудівний завод                   | ЗАТ «Стахановський машинобудівний завод»                     | Стаханов, Луганська область                | 1934     | крани, талі, лебідки                                                   |                                                                        |
| | Луганський завод гірничого машинобудування           | ВАТ «Луганський завод гірничого машинобудування»             | Ювілейне, Луганська область                | 1974     | канатні дроги, лебідки                                                 | http://gormash.com.ua/ [Архівовано 2 лютого 2011 у Wayback Machine.]   |
| | Луганський електромашинобудівний завод               | ТОВ «Луганський електромашинобудівний завод»                 | Луганськ, Луганська область                | 1964     | гірниче, нафтогазове та металургійне обладнання                        | http://gormash.com.ua/ [Архівовано 2 лютого 2011 у Wayback Machine.]   |
| | Луганський машинобудівний завод імені О.Я.Пархоменка | ТОВ «Луганський машинобудівний завод імені О. Я. Пархоменка» | Луганськ, Луганська область                | 1878     | конвеєри, сортувальні та відсаджувальні машини                         | http://www.lmzip.com/ [Архівовано 2 лютого 2011 у Wayback Machine.]    |
| | Свердловський машинобудівний завод                   | ВАТ «Свердловський машинобудівний завод»                     | Довжанськ, Луганська область               | 1930     | гірниче обладнання, бурові установки                                   |                                                                        |
| |                                                      |                                                              | Покровськ, Донецька область                |          |                                                                        |                                                                        |
| |                                                      |                                                              | Артемівськ, Донецька область               |          |                                                                        |                                                                        |
| |                                                      |                                                              | Дружківка, Донецька область                |          |                                                                        |                                                                        |
| |                                                      |                                                              | Краматорськ, Донецька область              |          |                                                                        |                                                                        |
| |                                                      |                                                              | Харків, Харківська область                 |          |                                                                        |                                                                        |
| |                                                      |                                                              | Полтава, Полтавська область                |          |                                                                        |                                                                        |
| |                                                      |                                                              | Конотоп, Сумська область                   |          |                                                                        |                                                                        |
| |                                                      |                                                              | Бровари, Київська область                  |          |                                                                        |                                                                        |
| |                                                      |                                                              | Олександрія, Кіровоградська область        |          |                                                                        |                                                                        |
| |                                                      |                                                              | Дніпропетровськ, Дніпропетровська область  |          |                                                                        |                                                                        |
| |                                                      |                                                              | Дніпродзержинськ, Дніпропетровська область |          |                                                                        |                                                                        |
| |                                                      |                                                              | Запоріжжя, Запорізька область              |          |                                                                        |                                                                        |
| |                                                      |                                                              | Токмак, Запорізька область                 |          |                                                                        |                                                                        |
| |                                                      |                                                              | Нікополь, Дніпропетровська область         |          |                                                                        |                                                                        |
| |                                                      |                                                              | Кривий Ріг, Дніпропетровська область       |          |                                                                        |                                                                        |
| |                                                      |                                                              | Одеса, Одеська область                     |          |                                                                        |                                                                        |
| |                                                      |                                                              | Первомайськ, Миколаївська область          |          |                                                                        |                                                                        |
| |                                                      |                                                              | Монастирище, Черкаська область             |          |                                                                        |                                                                        |
| |                                                      |                                                              | Дрогобич, Львівська область                |          |                                                                        |                                                                        |
| |                                                      |                                                              | Ужгород, Закарпатська область              |          |                                                                        |                                                                        |

Важке машинобудування — це сукупність галузей машинобудівного комплексу, які виробляють великогабаритні та металоємні машини й обладнання для електроенергетики, металургії, добувної промисловості та інших галузей народного господарства. Основними видами продукції українського важкого машинобудування є конвертери, ковші, виливниці й ливарні машини, елеватори, конвеєри та підйомники безперервної дії, врубові та тунелопрохідні машини, бурові машини, котки дорожні та трамбувальні самохідні машини, навантажувачі, екскаватори, машини для сортування, подрібнення, змішування й аналогічної обробки ґрунту, каміння, руди та інших мінеральних речовин, машини для одержання ливарних форм, машини й устаткування для виймання, трамбування чи ущільнення ґрунту.
Практично виробництво всіх видів важкого машинобудування України щороку збільшується. Найбільше за 2003—2007 роки зросло виробництво бурових машин — втричі, котків дорожніх та трамбувальних самохідних машин — в 6 разів, екскаваторів — в 2,7 рази, машин та устаткування для виймання, трамбування і ущільнення ґрунту — в 1,7 рази, машин для сортування, подрібнення, змішування і аналогічної обробки ґрунту, каміння і руди — в 3,8 рази. Зменшення спостерігається лише у виробництві конвертерів, ковшів, виливниць та ливарних машин: у 2003 році їх виробили 14 327 штук, у 2005 — 11 403 штуки, у 2006 — 10 462 штуки, а в 2007 — 12 766 штук. Продукція експортується у 80 країн світу. Найбільші імпортери — Росія, Німеччина, Туркменістан, Індія, Китай, Іран; у ці країни надходить близько 70 % загального обсягу експорту.

### Вугільне машинобудування
Переважна більшість підприємств важкого машинобудування (крім виробництва устаткування для нафто-, газовидобувної промисловості) розміщується в Донецькому та Придніпровському економічних районах, де є взаємопоєднання сировини і споживача продукції. В цих районах сконцентровано майже повністю виробництво металургійного устаткування. Найбільші центри виробництва цієї продукції в Україні є одними з найбільших в СНД, і зосереджені вони в Донецькому районі. Зокрема, це Краматорськ, в якому діють два заводи: Старо-Краматорський, який виробляє устаткування для металургійної промисловості, Ново-Краматорський машинобудівний завод, який випускає ковальсько-пресове і металургійне устаткування, прокатні мостові стани безперервної дії, слябінги, спеціальні великі важкі металорізальні верстати для металургійної промисловості.
Великими виробниками металургійного устаткування є Дебальцеве, на машинобудівному заводі якого сконцентровано виробництво устаткування для доменних і сталеплавильних печей, запасні частини для коксохімічного устаткування; Кадіївка, де на ливарно-механічному заводі виготовляють доменне і сталеплавильне устаткування, в тому числі для механізації і автоматизації металургійних цехів; Лутугине Луганської області, де налагоджено виробництво прокатних валків; Маріуполь, де розташований завод важкого машинобудування, який випускає устаткування для металургійної промисловості.
Виробництво устаткування для металургійної промисловості, зокрема устаткування для безперервного розливу сталі, прокатних станів для прокату труб, електромагнітних листоукладальників, апаратів та устаткування для доменних печей, шлаковозів і чавуновозів та іншої продукції зосереджено в промислових центрах Придніпров'я — Кривому Розі, Дніпропетровську, Марганці. Виробництво гірничо-шахтного устаткування для вугільної промисловості концентрується в таких містах Донбасу: Горлівці, де виробляють врубові машини, компресори, насоси, скіпи для підняття із шахт вугілля, вугільні комбайни, породонавантажувачі; Ясинуватій — гірничопрохідне устаткування (комбайни і лебідки); Донецьку — бурові установки і потужні підйомні машини; Слов'янську — коксохімічне устаткування; Торезі — породонавантажувачі, рудникові електровози, машини і вагонетки; Харкові і Луганську — металомістке збагачувальне устаткування. Виробництво окремих видів машин для вугільної промисловості розвинуте також у Красному Лучі і Дружківці.
Випуск гірничо-шахтного устаткування для залізорудної промисловості, а також виробництво бурових верстатів зосереджено в Кривому Розі.
Виробництво устаткування для видобутку нафти і газу сконцентровано на підприємствах Дрогобича і Чернівців, Конотопа і Харкова, відповідно в Прикарпатській і Дніпровсько-Донецькій нафтогазоносних провінціях.
Важливе місце в структурі важкого машинобудування займає виробництво підйомно-транспортних машин. Найбільші підприємства підйомно-транспортного машинобудування розташовані у Львові (завод «Автонавантажувач»), а також у Харкові, Одесі, Дніпропетровську, Нікополі, Прилуках, Золотоноші (Черкаська обл.), Ківерцях (Волинська обл.), Слов'янську.
Енергетичне машинобудування, яке спеціалізується на виробництві устаткування для всіх видів електростанцій, в тому числі парових гідравлічних турбін, атомних реакторів, генераторів, котлів, дизельних моторів, електроапаратури, кабелю та іншої продукції, є однією з найважливіших галузей не лише важкого машинобудування, а й усього машинобудівного комплексу України.
Найбільшим центром енергетичного машинобудування є Харків, в якому розташовані заводи: «Електроважмаш», турбінний ім. С. М. Кірова, «Електромашина» та електромеханічний (ХЕМЗ). Названі заводи дають майже половину вартості продукції енергетичного машинобудування України. Найбільшим гігантом галузі є турбінний завод ім. С. М. Кірова, який випускає устаткування ч для всіх видів електростанцій. Його продукція не лише використовується в Україні, а й поступає на експорт.
Україна є великим виробником силових трансформаторів, виробництво яких зосереджене в Запоріжжі, а також енергетичного дизелебудування, центрами якого є Первомайськ (Миколаївська обл.), Токмак (Запорізька обл.), Берислав (Херсонська обл.). Підприємства енергетичного машинобудування та електротехнічної промисловості концентруються в багатьох містах України, зокрема в Дніпропетровську, Києві, Львові, Полтаві, Мелітополі, Тернополі, Каховці, Хмельницькому, Рівному, Броварах.
Розвиток електроенергетики неможливий без кабелю, виробництво якого розміщено в Харкові, Донецьку, Одесі, Києві, Бердянську, Кам'янець-Подільському. Електроізоляційні матеріали, в тому числі і для кабелю, виробляють у Львові, Луганську, Слов'янську та Первомайську (Житомирська обл.).

## Ракетно-космічна галузь
До української ракетно-космічної галузі входить майже 40 великих підприємств та багато малих і середніх підприємств-розробників і незалежних науково-дослідних лабораторій. Провідним центром серед них є конструкторське бюро «Південне» та виробниче об'єднання «Південний машинобудівний завод» у місті Дніпро, де сконструйовано й вироблено понад 400 штучних супутників Землі, створюють та серійно виробляють ракети-носїї, космічні апарати, системи управління, орієнтації і траєкторних вимірювань.
Великими досягненнями вітчизняних фахівців стало створення космічних апаратів «Січ-1», «Океан-О», «АУОС» та «Мікрон», ракетоносіїв «Зеніт-ЗЗЬ», «Дніпро», «Циклон-3». Україна відома також апаратурою стикування «Курс» для Міжнародної космічної станції, системами прицілювання ракет, апаратурою систем керування для космічних комплексів «Союз», «Прогрес», «Протон», унікальними об'єктами наземної інфраструктури: контрольно-коригуючими станціями для глобальних навігаційних супутникових систем, мережею спостережень геофізичних явищ.

## Транспортне машинобудування
В Україні сформувались усі галузі транспортного машинобудування: залізничне, авто-, авіа- та суднобудування. За останні роки в Україні налагоджується власне виробництво внутрішньоміського транспорту: тролейбусів (Львів, Чернігів, Хмельницький, Дніпро) та трамваїв(Львів, Дніпро). Виробляють також мотоцикли (Київ), мопеди (Львів), велосипеди (Харків, Чернігів).

### Автомобілебудування
Україна має досить сприятливі передумови для розвитку автомобілебудування: достатнє виробництво металу, розвинута хімічна промисловість (в тому числі виробництво шин, пластмас і виробів з них), науково-дослідна база і достатня чисельність кваліфікованих кадрів і, що дуже важливо, великий ринок збуту продукції.
Автомобілебудування — це відносно молода галузь машинобудування України, яка виникла в 50-60-ті роки. Автозаводи України випускають великовантажні (Кременчук), малолітражні легкові (Запоріжжя) автомобілі. В Луцьку налагоджено виробництво легкових автомобілів для сільської місцевості. Львівській автобусний завод (ЛАЗ) є найбільшим в СНД. Автомобільна промисловість кооперується із заводами, які випускають двигуни, окремі вузли і агрегати автомобілів (Мелітополь, Полтава, Херсон, Чернігів, Синельникове, Кременчук), електрообладнання (Херсон, Сутиска Вінницької обл.), запасні частини (Чернігів). Таке кооперування виробництва між підприємствами машинобудування, а також з підприємствами інших галузей промисловості спричиняє внутрішньогалузеві і міжгалузеві зв'язки як всередині держави, так і за її межами. Міждержавне кооперування вимагає прийняття відповідних правових законів, які регулювали б взаємовідносини між підприємствами України та інших країн.
Розвивається галузь автомобілебудування. Виробництво легкових автомобілів за 2003—2007 рр. збільшилось на 281,7 тис., автобусів на 6,7 тис., тролейбусів — на 206 шт., автомобілів спеціальних та спеціалізованих — в 3,3 раза.

### Залізничне машинобудування

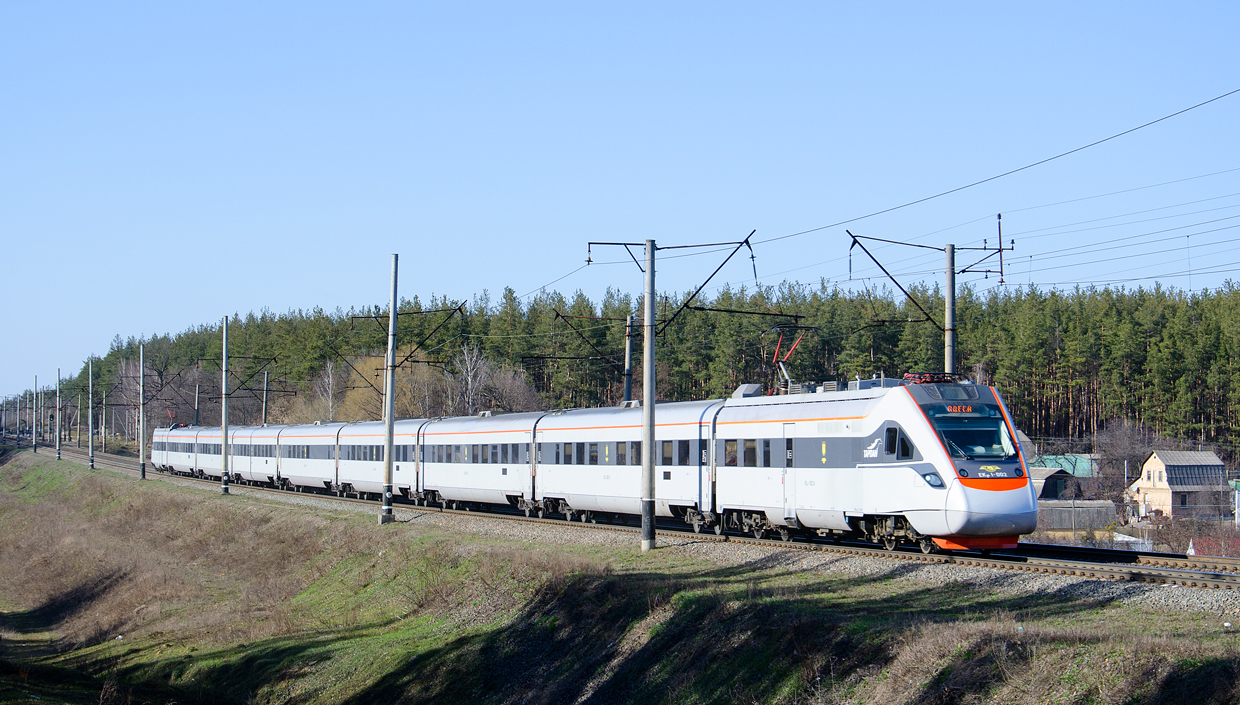
Швидкісний міжрегіональний двосистемний електропоїзд ЕКр1 «Тарпан»

Сировинний чинник є досить важливим для виробництва транспортних засобів, особливо вантажних вагонів, цистерн, локомотивів, тракторів. Україна має досить сприятливі умови для розвитку названих галузей машинобудування, що і сприяло концентрації їх виробництва на її території ще за часів Радянського Союзу. Тепловози виробляють на двох кооперованих підприємствах у Луганську і Харкові. Промислові електровози випускають у Дніпрі. Тут же, а також у Луганську можливе створення виробництва магістральних електровозів, для збуту яких Україна має власний великий ринок. У великих залізничних вузлах — Львові, Києві, Полтаві, Дніпрі, Запоріжжі, Одесі, Дружківці і Конотопі є підприємства для ремонту тепловозів. Вантажні вагони виробляють у Кременчуці, Кам'янському, Києві — на Дарницькому вагоноремонтному заводі, великовантажні вагони — у Стаханові, цистерни — у Маріуполі. У Кременчуці доцільно було б налагодити виробництво вітчизняних пасажирських вагонів, для чого є всі передумови, в тому числі великий ринок збуту. Вагоноремонтні заводи розміщуються, крім Києва, у Львові, Харкові, Одесі, Полтаві, Запоріжжі, Дніпрі, Конотопі і Попасній (Луганська обл.).

### Авіабудування

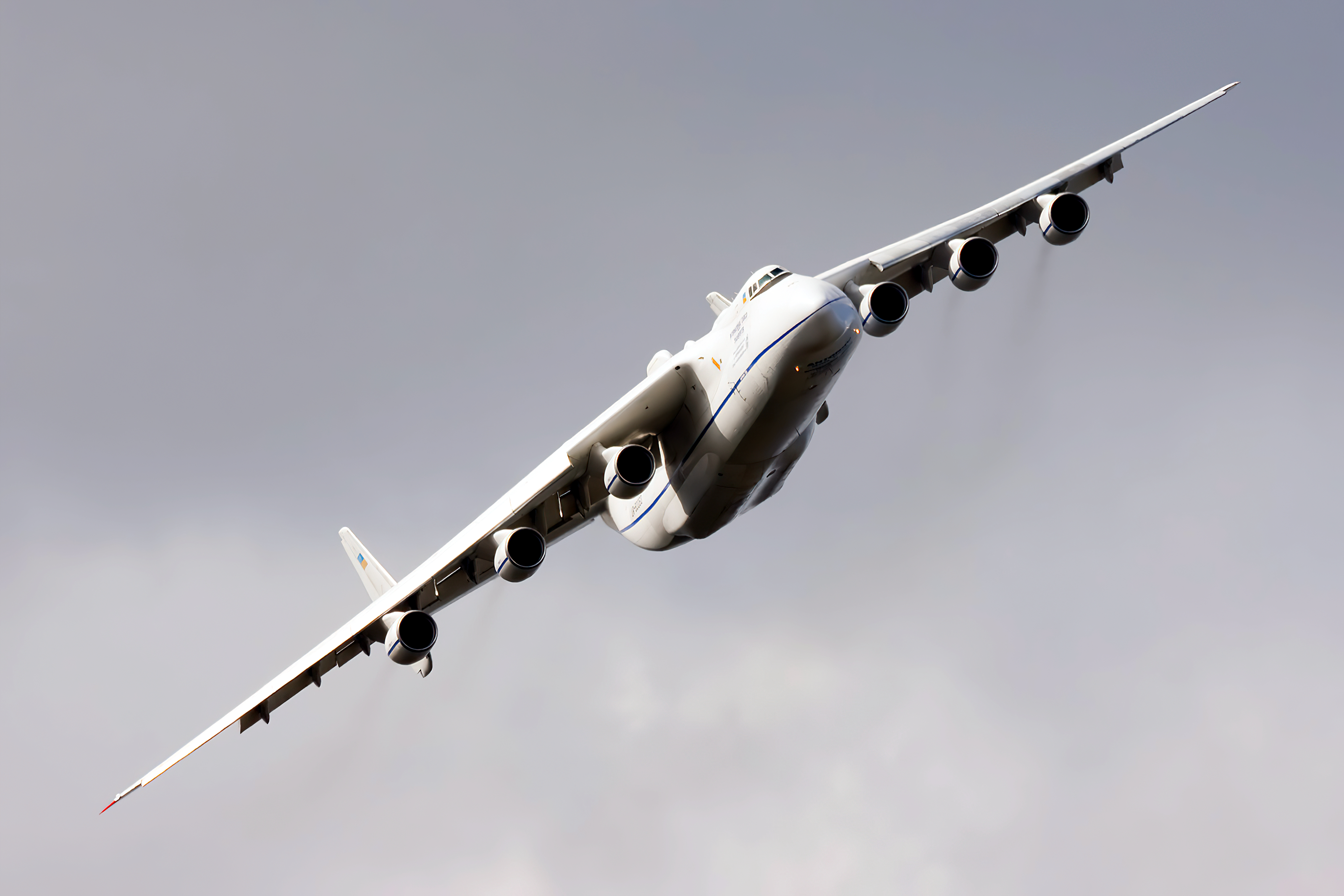
Ан-225 «Мрія» — найбільший та найпотужніший у світі транспортний літак

З 1925 р. в Україні розвивається літакобудування, яке орієнтується на науково-дослідну базу та висококваліфіковані кадри. Центрами авіаційної промисловості є Київ і Харків, найбільші наукові і промислові центри України. Тут виробляють пасажирські і транспортні літаки. Київський авіазавод ім. Антонова випускає одні з найкращих у своєму класі літаки, які мають загальносвітове визнання і є конкурентоспроможними на ринку Європи і світу.

### Суднобудування

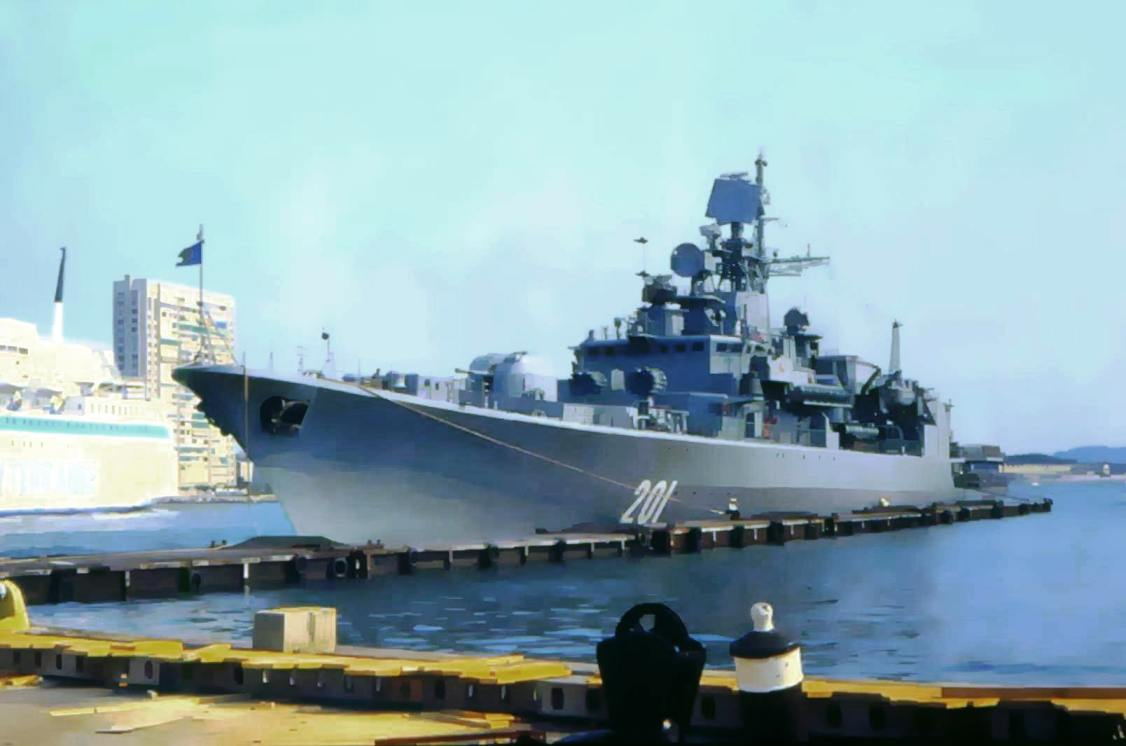
Фрегат «Гетьман Сагайдачний» флагманський корабель ВМС України

Як велика морська держава Україна має добре розвинуте морське і річкове суднобудування. Розміщення цих галузей орієнтується на морське узбережжя та внутрішні магістральні водні шляхи. Основним центром морського суднобудування є Миколаїв, де працюють 3 суднобудівні заводи, які випускають різноманітні океанські і морські судна-танкери, суховантажні дизель-електроходи, військові судна. Другим центром є Херсон, в якому на двох суднобудівних заводах випускають різні типи океанських і морських суден, доки для морських портів і портові крани. У Керчі випускають танкери, у Києві — морські траулери. Судноремонт і виробництво невеликих морських суден є в Одесі, Чорноморську та Маріуполі. В Севастополі виробляють морські крани. Морське суднобудування — одна з небагатьох галузей машинобудування України, що виробляє конкурентоздатну продукцію для світового ринку.
Річкове суднобудування розвинуте в Херсоні, де випускають катери, теплоходи, судна озерного типу, земснаряди, та в Києві, де на суднобудівному заводі «Ленінська кузня» виробляють траулери, рефрижератори, буксирні і пасажирські судна. Річкове суднобудування і судноремонт є в Ізмаїлі і Вилковому (на Дунаї), а також у Запоріжжі.
Основні види продукції, які виробляє ця галузь: судна вантажні та вантажно-пасажирські, судна технічні та допоміжні, судна й човни прогулянкові та спортивні надувні, судна моторні й веслувальні.
За всіма видами продукції спостерігається повільне зростання або не значне зменшення. Виробництво суден і човнів прогулянкових та спортивних надувних має максимум у 2005 р. — 10,2 тис. шт., а мінімальне значення — у 2003 р. — 5,2 тис. шт. Виробництво суден та човнів прогулянкових і спортивних (моторних та веслувальних) має динамічне зростання, якщо порівнювати 2007 р. з 2003 р., виробництво цих суден збільшилось на 1161 шт. Виробництво суден технічних має спадну тенденцію, якщо у 2004 р., 2005 р. виробництво відповідно становило 16,14 шт., то у 2006—2007 рр. цей показник не перевищує 5—10 шт.

## Сільськогосподарське машинобудування
Сільськогосподарське машинобудування — одна з найдавніших галузей промисловості України. В Україні освоєно виробництво багатьох видів сільськогосподарських машин: тракторів, сівалок, зернозбиральних та кукурудзозбиральних комбайнів, тракторних плугів, обладнання для тваринницьких ферм. 
Збільшення в сільському машинобудуванні спостерігається з виробництва тракторів, машин для внесення добрив, причепів та напівпричепів сільськогосподарського призначення. За 2003—2007 виробництво тракторів збільшилось на 426 шт. Кількість вироблених сільськогосподарських причепів, напівпричепів збільшилось у 2,6 рази. Виробництво інших видів сільськогосподарського машинобудування, таких як: лемеші; машини для очищення, сортування, калібрування; машини та механізми для приготування кормів; обприскувачі тракторні; бурякозбиральні комбайни; зернозбиральні комбайни, — відповідно зменшилось у 5,6 рази (порівнюючи 2007 р. з 2003 р.); на 733 шт. (порівнюючи 2007 р. з 2005 р.), на 34,2 тис. шт. (порівнюючи 2007 р. з 2005 р.); на 41 тис. шт. (порівнюючи 2007 р. з 2003 р.); в 22 рази (2007 р. з 2003 р.), в 2 рази (2007 р. з 2005 р.) відповідно.

### Тракторне машинобудування
Це важлива підгалузь у сільському машинобудуванні. У вітчизняному тракторобудуванні на початку XXI ст. спостерігається певний підйом. Виробництво тракторів збільшилось на 426 шт. (порівнюючи 2007 р. з 2003 р.).

## Хімічне та нафтохімічне машинобудування
Хімічне і нафтове машинобудування, галузь машинобу-дування, що виготовляє технологічне устаткування, а також комплектні технологічні лінії і установки для хімічної, нафтохімічної, нафтової і газової промисловості. Виникла в кінці 19 ст. Отримала широкий розвиток в 60—70-х рр. 20 ст. в багатьох країнах у зв'язку з прискореним розвитком хімічною, нафто- і газодобувною, нафтопереробною, нафтохімічною і деяких інших галузей промисловості. Швидкий розвиток цих галузей зумовили інтенсивний приплив в них капітальних вкладень, масове оновлення і поліпшення структури виробничих фондів, різке підвищення питомої ваги витрат на машини і устаткування.

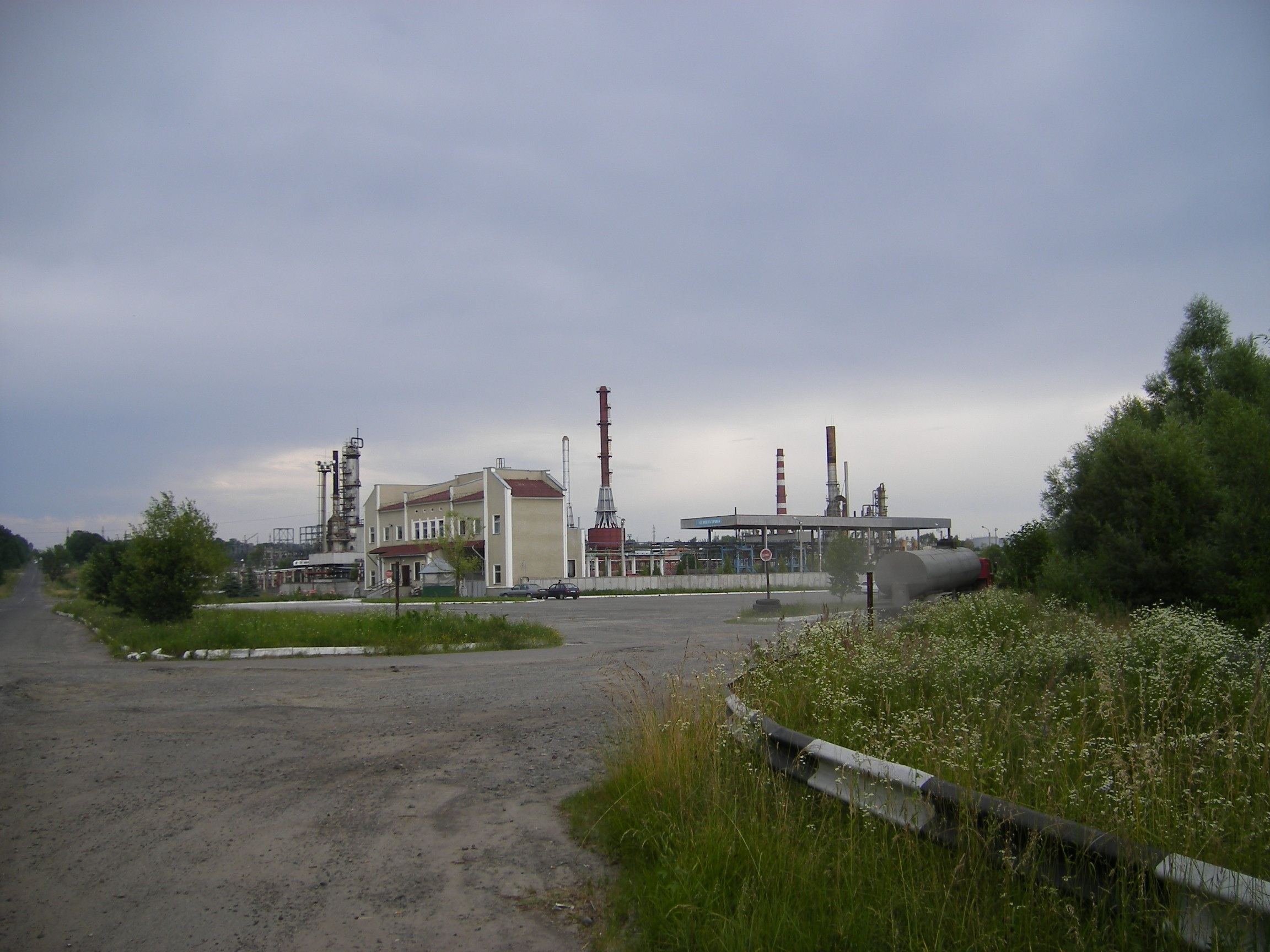
Дрогобицький нафтопереробний завод

Якісні зміни в хімії і нафтохімії викликали перехід до використання у виробництві органічних і деяких неорганічних продуктів прогресивних видів сировини — нафти і продуктів її переробки, попутного і природного газу. Це привело до значного збільшення одиничних потужностей технологічного устаткування (агрегатів, установок і ін.). Зріс попит на великі машини і апарати, що привело до розширення виробництва великогабаритної хімічної і нафтової апаратури.
В Росії виробництво хімічного і нафтового устаткування почалося на рубежі 19 і 20 ст. в Україні (для цукрової промисловості) і в Азербайджані (для видобутку нафти). На напівкустарних підприємствах виготовлялися прості механічні пристрої. У СРСР Х. і н. м. отримав значний розвиток. На його базі були створені ряд підприємств хімічної і нафтохімічної промисловості, але до середини 60-х рр. воно було розосереджене по різних галузях машинобудування. У 1965 Х. і н. м. виділилося в самостійну галузь промисловості, на яку покладені розробка, виготовлення і постачання устаткування для хімічної, нафтопереробної, нафтохімічної, нафтовидобувної, газової, мікробіологічної і целюлозно-паперової промисловості, а також для чорної і кольорової металургії, енергетики, суднобудування, харчової промисловості і ін. За 1966—76 Х. і н. м. перетворилося на одну з провідних галузей сов.(радянський) машинобудування. Найбільші заводи: Уралхіммаш (Єкатеринбург), Дзержинськхіммаш (Обл. Горького) Пензхиммаш, машинобудівний завод ним. Фрунзе (Суми), «Більшовик» (Київ), волгоградський завод нафтового машинобудування ним. Г. До. Петрова, Петрозаводськ «Тяжбуммаш». Більшість заводів Х. і н. м. повністю або частково реконструйовано і технічно переозброєно, побудований ряд нових цехів і підприємств, оснащених сучасною технікою. Створені спеціальні потужності для виготовлення великогабаритного устаткування. Одночасно розширена і укріплена науково-дослідна і дослідно-експериментальна база.
Сучасне Х. і н. м. включає ряд підгалузей, які розробляють і випускають спеціалізовану продукцію (хімічне, полімерне, нафтопромисел, папероробне устаткування, устаткування для нафтопереробної промисловості) і устаткування загальнопромислового вживання (компресори і холодильні установки, насоси різних типів, повітрероздільна техніка, газоочисне устаткування і трубопровідна арматура). За 1966—76 загальний обсяг виробництва продукції хімічного машинобудування зріс в 2,8 разу, у тому числі випуск хімічного устаткування — в 2,3, папероробного — в 3,7, нафтопромислу — в 2,2, холодильних установок — в 3,1 разу. Збільшився також випуск нафтоапаратури, компресорів, насосів, кисневих установок і ін. виробів. За ці роки створено понад 3 тис. зразків нових типів машин, апарати і прилади, у тому числі багато великих комплексів сучасного устаткування. Промисловими підприємствами освоєно виробництво більше 2,7 тис. найменувань нового устаткування і приладів. Істотно розширені діапазони параметрів (тиск, температура і ін.) устаткування, що виготовляється, підвищені його продуктивність, антикорозійна стійкість і надійність в роботі. Випускаються складні технологічні лінії і установки для хімічної і нафтохімічної промисловості: по виробництву аміаку аміачної селітри, аммофоса, нітроаммофоськи, по первинній і вторинній переробці нафти, каталітичному крекінгу і ріформінгу, здобуттю етилену і поліетилену, білково-вітамінних концентратів, формуванню і вулканізації шин і ін. Для цих ліній і установок розроблені і виготовляються новий вигляд устаткування, що характеризуються високими експлуатаційними показниками, у тому числі автоматизовані фільтр-преси ФПАКМ, ліцензії на яких придбали фірми ряду капіталістичних країн, досконаліша теплообмінна апаратура, сталеві емальовані реактори і ємності, судини з рулонірованной стали, центрифуги, сепаратори і т.д.
Для нафто- і газодобувної промисловості випускається устаткування для спільно-роздільної експлуатації декількох нафтових пластів однією свердловиною, самохідні агрегати для капітального ремонту нафтових свердловин, що газоперекачують агрегати з газотурбінним двигуном очисні і ізолювальні машини для магістральних газопроводів і т.д.
Налагоджений випуск паперо- і картоноробних машин, що відрізняються високим технічним рівнем, потужних насосів для магістральних каналів і зрошувальних систем, нових кисневих установок, холодильних машин абсорбції і ін. видів устаткування.
Створені і випускаються технологічні лінії, установки і окремі види устаткування збільшеної одиничної потужності. За 1971—75 одиничних потужностей багатьох комплексів устаткування, що випускаються, збільшилися в 2—3, а у ряді випадків в 4—5 разів. Так, річна продуктивність ліній по виробництву аміаку зросла з 100 тис. т до 400—450 тис. т , аммофоса — з 150 тис. т до 540 тис. т , аміачної селітри — з 200 тис. т до 450—500 тис. т , нітрофоски — з 100 тис. тдо 300 тис. т , нітроаммофоськи — з 100 тис. т до 540 тис. т . Одиничні потужності установок по переробці нафти зросли в 2 рази, машин по виробленню газетного паперу — в 3 рази, установок по виробництву етилену і поліетилену — в 5 разів і т.д. Збільшення одиничних потужностей устаткування забезпечує зменшення питомих витрат, підвищення продуктивності праці і зниження собівартості продукції, що випускається, в галузях і на підприємствах, що використовують це устаткування.
З 60-х рр. почалося постачання устаткування комплектними технологічними лініями і установками максимальної заводської готовності зі здійсненням шефмонтажу на будівельних майданчиках. Комплектні постачання великих комплексів устаткування сприяють скороченню термінів його монтажу на будмайданчиках, якнайшвидшому введенню нових об'єктів і підвищенню ефективності капіталовкладень. За 1971—75 об'єм комплектних постачань устаткування Х. і н. м. збільшився в 2 рази і склав понад 1 млрд крб., що дозволило прискорити нарощування потужностей в хімії, нафтохімії і ін. галузях промисловості.
Підприємства і організації Х. і н. м. СРСР проектують, виготовляють і поставляють устаткування для промисловості мінеральних добрив, що швидко розвивається. виробництво такого устаткування за 1971—75 зросло майже в 4 рази. Головне місце в постачаннях цього устаткування займають комплектні технологічні лінії, на базі яких створюються високоефективні великотоннажні виробництва мінеральних добрив і сировини для них.
Завдяки підвищенню технічного рівня устаткування і зростанню його випуску збільшується експорт продукції Х. і н. м. Загальний обсяг експортних постачань в 1971—75 зріс на 40 %. За рубіж поставлялося устаткування більш ніж 250 об'єктам, у тому числі заводам по виробництву каучуку ізопрена і циклогексанону в Румунії, заводам термічної фосфорної кислоти в ЧССР (Чехословацька Соціалістична Республіка), глиноземному заводу «Бірач» в Югославії, атомній електростанції Ловіса у Фінляндії, нафтопереробному заводу у Франції і т.д. СРСР виступав як генеральний постачальник устаткування для ряду об'єктів, що будуються і реконструюються за кордоном при його технічному сприянні, у тому числі для газопереробних заводів в Угорщині, заводу хімічного волокна в КНДР(Корейська Народно-демократична Республіка), машинобудівного заводу «Планта меканика» на Кубі, воздухоразделітельних установок на комбінаті «Лейнаверке» в НДР (Німецька Демократична Республіка), кисневих цехів на металургійному комбінаті в Румунії і хімічному комбінаті в р. Пулави в Польщі, дренажних і іригаційних станцій в Іраку і ін.
В 60—70-х рр. Х. і н. м. зайняло важливе місце і в промисловості ін. соціалістичних країн. Найбільший розвиток воно отримало в НДР (Німецька Демократична Республіка), ЧССР (Чехословацька Соціалістична Республіка) і Румунія; зростає його значення також в Угорщині, Польщі і Болгарії.
У країнах — членах РЕВ (Рада економічної взаємодопомоги) Х. і н. м. розвивається відповідно до Комплексної програми соціалістичної економічної інтеграції (1971), що передбачає координацію народногосподарських планів, взаємовигідну спеціалізацію і кооперацію цих країн в розробці і виробництві певних видів устаткування. На багатобічній основі виконуються, наприклад, проєктування і виготовлення комплектних технологічних ліній для здобуття фосфорної, азотної і сірчаної кислот, установок для буріння свердловин різного призначення, устаткування для переробки пластмас, виробництва паперу і ін.
Між країнами — членами РЕВ (Рада економічної взаємодопомоги) набуло широкого поширення також двостороння науково-технічна і виробнича співпраця в області Х. і н. м. Машинобудівниками СРСР і ЧССР (Чехословацька Соціалістична Республіка) ведуться спільна розробка і виготовлення устаткування для великотоннажних виробництв аміаку, етилену і синтетичного каучуку. У співдружності фахівців СРСР і НДР(Німецька Демократична Республіка) розроблений технологічний процес і створено устаткування великотоннажної установки для здобуття поліетилену методом високого тиску і т.д.
Науково-технічна і виробнича співпраця забезпечує соціалістичним країнам прискорення розвитку Х. і н. м. і збільшення взаємних постачань його продукції. Так, в 1976—80 об'єм цих постачань між СРСР і іншими країнами — членами РЕВ (Рада економічної взаємодопомоги) зросте проти 1971—75 в 2,5 разу.
В капіталістичних країнах Х. і н. м. зосереджено в основному в невеликій групі промислово розвинених країн: США, ФРН (Федеральна Республіка Німеччини), Японії, Великій Британії, Франції та Італії. Доля кожній з цих країн в загальному об'ємі устаткування, що випускається ними, для хімічної промисловості і суміжних з нею галузей складала (у %):
|                 | 1970 | 1974 |
| США             | 48,4 | 52,5 |
| ФРН             | 13,2 | 11,6 |
| Японія          | 13,1 | 12,4 |
| Велика Британія | 12,5 | 10   |
| Францію         | 7    | 7,5  |
| Італія          | 5,8  | 6    |

  Найбільший виробник хімічного і супутніх йому видів устаткування на капіталістичному світі — США. У 1974 обсяг виробництва устаткування для хімічної і суміжних з нею галузей промисловості досяг тут 2800 млн дол.(долар) У Західній Європі провідний виробник хімічного устаткування — ФРН(Федеральна Республіка Німеччини), яка в 1974 випустила устаткування для хімічної і суміжних з нею галузей промисловості на 620 млн дол.(долар) Широкий розвиток отримав Х. і н. м. в Японії, де в 1974 вироблено такого устаткування на 660 млн дол.(долар) У Франції в 1974 було вироблено устаткування для хімічної і суміжних з нею галузей на 400 млн дол.(долар)

## Виробництво устаткування для легкої та харчової промисловості
Продукує: автоматичні лінії з виготовлення продукції в харчовій промисловості, різні види машин та техніки для легкої промисловості, холодильники, пральні машини, мікрохвильові печі тощо. На початку XXI ст. спостерігається зростання галузі з виготовлення побутової техніки, повільне зростання машинобудування для легкої та харчової промисловості.

## Верстатобудування
Базовою галуззю машинобудування є верстатобудування. Центром виробництва важких верстатів є Краматорськ. Іншими центрами верстатобудування є Київ (завод верстатів-автоматів ім. Горького), Харків (завод агрегатних верстатів), Одеса (верстатобудівний), Запоріжжя (верстатобудівний), Житомир (верстатів-автоматів). Заводи неметаломісткого верстатобудування розміщені у Мелітополі, Лубнах, Корсунь-Шевченківському.
Виробництво верстатів токарних, розточувальних, свердлувальних, фрезерувальних, порівнюючи 2007 р. з 2003 р., зменшилось на 2 шт., порівнюючи 2007 р. з 2004 р. — на 160 шт. Негативна динамічна тенденція спостерігається з виробництва: верстатів для остаточного оброблення металевої поверхні з ЧПУ, верстатів для формування металів з ручним керуванням, інших видів верстатів.

## Електротехнічне машинобудування
Електротехнічна промисловість — це галузь, яка виготовляє машини, апарати та інші вироби, призначені для перетворювання, передачі й споживання електроенергії. Ця галузь машинобудівного комплексу має велике значення для механізації та автоматизації виробничих процесів.
Основними видами продукції цієї галузі є: електродвигуни й генератори постійного та змінного струму, проводи й кабелі електричні різної напруги, лампи електричні тощо.
Виробництво електродвигунів та генераторів постійного й змінного струму дещо зменшилось. Наприклад, виробництво електродвигунів і генераторів постійного струму збільшилось на 189 шт., зростає виробництво трансформаторів електричних на 11108 шт. з 2003 до 2007 р.
Значне зменшення зазнало виробництво електродвигунів змінного струму, установок електрогенераторних, перетворювачів, реакторів, котушок.

## Точне машинобудування
(електронна та радіотехнічна промисловість, промисловість засобів зв'язку, приладобудування та інші).
Галузі точного машинобудування, зокрема виробництво приладів, інструментів і механізмів, електронне і радіотехнічне машинобудування відзначаються мінімальною металомісткістю й зорієнтовані на райони високої технічної культури, наявність науково-дослідної бази і висококваліфікованих кадрів. Більшість підприємств цих галузей займається складанням виробів з деталей і вузлів, що надходять з різних регіонів як України, так і з-за кордону за кооперацією. Найбільшими центрами електронної та радіотехнічної промисловості (виробництво автоматичних систем управління, обчислювальної техніки, радіоапаратури) є Київ, Харків, Дніпро, Одеса, Львів, Вінниця, Чернівці; радіоелектроніки — Львів (телевізори, магнітофони і кінескопи), Київ, Сміла (телевізори), Одеса (кіноапаратура). Виробництво приладів та інструментів має експортноутворююче значення.

## Металообробка
Підприємства інструментальної промисловості України виробляють металорізальний, контрольно-вимірювальний, слюсарно-монтажний, допоміжний та ін. інструмент.

## Побутове машинобудування
Виробництво мікрохвильових печей у 2003 р. становило 2,3 тис. шт., у 2004 р. — 53,4 тис. шт., у 2005 р. — 77,85 тис. шт.